# Municipio de Franklin (condado de Marshall)
El municipio de Franklin (en inglés: Franklin Township) es un municipio ubicado en el condado de Marshall en el estado estadounidense de Kansas. En el año 2010 tenía una población de 316 habitantes y una densidad poblacional de 3,23 personas por km².

## Geografía
El municipio de Franklin se encuentra ubicado en las coordenadas 39°52′16″N 96°31′26″O / 39.87111, -96.52389. Según la Oficina del Censo de los Estados Unidos, el municipio tiene una superficie total de 97.97 km², de la cual 97,75 km² corresponden a tierra firme y (0,23 %) 0,23 km² es agua.

## Demografía
Según el censo de 2010, había 316 personas residiendo en el municipio de Franklin. La densidad de población era de 3,23 hab./km². De los 316 habitantes, el municipio de Franklin estaba compuesto por el 97,47 % blancos, el 0,32 % eran amerindios, el 0,95 % eran de otras razas y el 1,27 % eran de una mezcla de razas. Del total de la población el 1,9 % eran hispanos o latinos de cualquier raza.